# Штат (Болцано)
Штат је насеље у Италији у округу Болцано, региону Трентино-Јужни Тирол.
Према процени из 2011. у насељу је живело 45 становника. Насеље се налази на надморској висини од 1568 м.